# Oxypoda uhligi
Oxypoda uhligi är en skalbaggsart som beskrevs av Zerche 1987. Oxypoda uhligi ingår i släktet Oxypoda, och familjen kortvingar. Arten har ej påträffats i Sverige.